# Ririka Hironaka
Ririka Hironaka (jap. 廣中 璃梨佳, Hironaka Ririka; * 24. November 2000 in Nagasaki) ist eine japanische Leichtathletin, die sich auf den Langstreckenlauf spezialisiert hat.

## Sportliche Laufbahn
Erste internationale Erfahrungen sammelte Ririka Hironaka im Jahr 2018, als sie bei den Juniorenasienmeisterschaften in Gifu in 4:17,62 min die Goldmedaille im 1500-Meter-Lauf gewann. Anschließend belegte sie bei den U20-Weltmeisterschaften in Tampere in 4:21,31 min den elften Platz. Zudem gewann sie im selben Jahr die Silbermedaille bei den Crosslauf-Asienmeisterschaften in Guiyang im U20-Rennen. Bei den Crosslauf-Weltmeisterschaften 2019 in Aarhus gelangte sie mit 22:00 min auf Platz 15 im U20-Rennen und 2021 qualifizierte sie sich über 5000 m und im 10.000-Meter-Lauf für die Olympischen Sommerspiele in Tokio. Über 5000 m erreichte sie das Finale und belegte dort mit neuem japanischen Landesrekord von 14:52,84 min den neunten Platz, während sie über 10.000 m nach 31:00,71 min auf Rang sieben einlief. Im Jahr darauf schied sie bei den Weltmeisterschaften in Eugene mit 15:02,03 min im Vorlauf über 5000 Meter aus und gelangte zudem mit 30:39,71 min auf Rang zwölf über 10.000 Meter. 2023 belegte sie bei den Hallenasienmeisterschaften in Astana in 9:10,77 min den vierten Platz im 3000-Meter-Lauf. Im August schied sie bei den Weltmeisterschaften in Budapest mit 15:11,16 min im Vorlauf über 5000 Meter aus und gelangte über 10.000 Meter mit 31:35,12 min auf Rang sieben. Ende September gewann sie dann bei den Asienspielen in Hangzhou in 31:50,74 min die Silbermedaille über 10.000 Meter hinter der Bahrainerin Violah Jepchumba und über 5000 Meter gewann sie in 15:15,34 min die Silbermedaille hinter der Inderin Parul Chaudhary.
2025 gewann sie bei den Asienmeisterschaften in Gumi in 30:56,32 min die Silbermedaille hinter der Kasachin Daisy Jepkemei.
2021 wurde Hironaka japanische Meisterin im 5000- und 10.000-Meter-Lauf. Über 10.000 Meter siegte sie auch 2022, 2023 und 2025.

## Persönliche Bestzeiten
- 1500 Meter: 4:16,48 min, 18. Oktober 2020 in Hadano
- 3000 Meter: 8:52,80 min, 18. September 2020 in Kumagaya
  - 3000 Meter (Halle): 9:10,77 min, 10. Februar 2023 in Astana
- 5000 Meter: 14:52,84 min, 2. August 2021 in Tokio
- 10.000 Meter: 30:39,71 min, 16. Juli 2022 in Eugene